# Serenity
Serenity er en science fiction-film fra 2005 af Joss Whedon bygget på hans kortvarige, men kultagtigt populære tv-serie, Firefly. Filmen, som havde premiere den 30. september i USA og 25. november i Danmark, fik generelt gode anmeldelser, men blev ikke den økonomiske succes som Whedon og Firefly's fans (kaldet browncoats eller flans), havde håbet.

## Medvirkende
- Nathan Fillion som Malcolm "Mal" Reynolds
- Gina Torres som Zoe Washburne
- Alan Tudyk som Hoban "Wash" Washburne
- Adam Baldwin som Jayne Cobb
- Summer Glau som River Tam
- Chiwetel Ejiofor som The Operative
- Michael Hitchcock som Dr. Mathias

 Dette afsnit eller denne liste er kun påbegyndt. Hvis du ved mere om emnet, kan du hjælpe Wikipedia ved at tilføje mere.